# Uipoig namet
Uipog namet est un roi légendaire des Pictes.

## Biographie
Quatre des listes de la chronique Picte accordent à Uipog namet un règne de 30 ans, entre celui de Breth mac Buthut et celui de Canutulachama. Trois autres listes confirment cette durée de règne, mais le situent entre les rois Gartnaith et Fiacua albus.
Jean de Fordun situe son règne de 30 ans entre ceux de Garnaith et d'un certain Blarehassereth. Au-delà de ces divergences, Alfred P. Smyth souligne que son nom est proche de celui du magnat de Calédonie Uepogenus, dont une inscription a été trouvée à Colchester, datée du début du IIIe siècle.